# NGC 7120
NGC 7120 ist eine Spiralgalaxie vom Hubble-Typ Sb im Sternbild Wassermann auf der Ekliptik. Sie ist schätzungsweise 309 Millionen Lichtjahre von der Milchstraße entfernt und hat einen Durchmesser von etwa 75.000 Lichtjahren.
Im selben Himmelsareal befinden sich u. a. die Galaxien NGC 7108 und IC 5126.
Das Objekt wurde am 3. August 1864 von Albert Marth entdeckt.